# آلبرت روستی
آلبرت روستی (انگلیسی: Albert Rösti) (زاده ۸ اوت ۱۹۶۷) یک کارآفرین، مقام و سیاستمدار سوئیسی است که از سال ۲۰۱۶ تا ۲۰۲۰ ریاست حزب مردم سوئیس (SVP/UDC) را بر عهده داشته‌است. او از سال ۲۰۱۱ به عنوان عضو شورای ملی کانتون برن خدمت کرده‌است. روستی در یوتندورف در نزدیکی تون ساکن است. در ۷ دسامبر ۲۰۲۲، وی به عضویت شورای فدرال انتخاب شد.

## زندگی‌نامه
آلبرت روستی در کاندرشتگ، برن بزرگ شد و در موسسه فناوری فدرال زوریخ در رشته کشاورزی تحصیل کرد. او در سال ۲۰۰۲ برای تحصیل در دانشگاه راچستر به عنوان کارشناسی ارشد مدیریت بازرگانی فارغ‌التحصیل شد.
روستی در سال ۱۹۹۸ وارد وزارت امور اقتصادی برن شد و از سال ۲۰۰۱ تا ۲۰۰۳ به عنوان معاون دبیرکل و از سال ۲۰۰۳ تا ۲۰۰۶ به عنوان دبیرکل خدمت کرد. او سپس مدیر تولیدکنندگان شیر سوئیس شد. از سال ۲۰۱۳ او مالک و مدیر شرکت مشاوره تجاری و سیاسی روستی GmbH است.
از سال ۲۰۰۷ تا ۲۰۱۴، روستی رئیس سرویس اطلاعات کشاورزی (LID) بود. در ماه مه ۲۰۱۴. او به عنوان رئیس سازمان اقدام برای سیاست انرژی معقول سوئیس (AVES) انتخاب شد. در مه ۲۰۱۵، روستی جایگزین کاسپار بادر به عنوان رئیس سوئیس اویل، انجمن سوئیس تاجران سوخت شد.